# توماس بيل مونرو
توماس بيل مونرو (بالإنجليزية: Thomas Bell Monroe)‏ هو محامي وقاضي وسياسي أمريكي، ولد في 7 أكتوبر 1791 في مقاطعة ألبمارل في الولايات المتحدة، وتوفي في 24 ديسمبر 1865 في باس كريستيان في الولايات المتحدة.